# Киргистан на Светском првенству у атлетици у дворани 2010.
Киргистан је учествовао на 13. Светском првенству у атлетици у дворани 2010. одржаном у Дохи  од 12. и 14. марта.
Репрезентацију Киргистана на његовом десетом учешћу на светским првенствима у дворани представљала је једна атлетичарка која се такмичила у трци на 3.000 метара.
На овом првенству представница Киристана није освојила ниједну медаљу, али је оборила национални рекорд на трци на 3.000 метара у дворани.

## Учесници
Жене:
- Викторија Пољудина — 3.000 метара

## Резултати

### Жене
| Атлетичарка        | Дисциплина | Лични рекорд | Квалификација | Квалификација | Финале                | Финале  | Детаљи |
| Атлетичарка        | Дисциплина | Лични рекорд | Резултат      | Место         | Резултат              | Место   | Детаљи |
| ------------------ | ---------- | ------------ | ------------- | ------------- | --------------------- | ------- | ------ |
| Викторија Пољудина | 3.000 м    | 9:43,99      | 9:30,76 НРд   | 19 у гр. 1    | Није се квалификовала | 20 / 20 |        |